# Lahntal
Lahntal är en kommun i Landkreis Marburg-Biedenkopf i Regierungsbezirk Gießen i förbundslandet Hessen i Tyskland. Kommunen bildades 31 december 1971 genom en sammanslagning av de tidigare kommunerna Caldern och Sterzhausen. Lahntal gick 1 juli 1974 samman med Brungershausen, Göttingen och Lahnfels i en ny kommun Lahntal.